# Augustissimae Virginis Mariae
Augustissimae Virginis Mariae é uma encíclica do Papa Leão XIII que trata especialmente sobre a Confraria do Santo Rosário. Foi emitida em 12 de setembro de 1897 na Basílica de São Pedro, em Roma.

## Benefício das associações piedosas
Embora reconheça a tendência natural das pessoas de se associarem a grupos de interesses semelhantes, ele observa a utilidade benéfica de várias associações católicas. Entre estes, no entanto, ele dá destaque à Confraria do Rosário. "Todos sabem quão necessária é a oração para todos os homens; não que os decretos de Deus possam ser mudados, mas, como diz São Gregório ," que os homens, pedindo, possam ter o mérito de receber o que Deus Todo-Poderoso decretou desde a eternidade para conceder-lhes".
"Somos ensinados pela fé católica que podemos orar não apenas ao próprio Deus, mas também ao Bem-aventurado no céu (Conc. Trid. Sess. Xxv), Embora de maneira diferente; porque pedimos a Deus como da Fonte de todo bem, mas dos Santos como dos intercessores. [...] Portanto, é dito no Apocalipse (viii., 4): 'A fumaça do incenso das orações dos Santos subiu diante de Deus desde o mão do anjo '( Summa Theol . 2a tae, q. lxxxiii. a. iv.). [...] Agora, de todos os bem-aventurados no céu, quem pode se comparar com a augusta Mãe de Deus na obtenção de graça? ... Pois, tão grande é sua dignidade, tão grande seu favor diante de Deus, que todo aquele que em sua necessidade não recorrer a ela está tentando voar sem asas. 
Leão também compara a oração comunitária combinada ao ofício dos anjos. "Com que confiança não podemos esperar que aqueles que na terra se uniram aos Anjos neste ministério, um dia desfrutem de sua bendita companhia no Céu?" 
Em Augustissimae Virginis, Leão contrastou o crescimento da sociedade devotada ao Rosário, a Confraria do Santo Rosário, com as sociedades do mal de seu tempo, os Socialistas e os Maçons:
"A tendência natural do homem para a associação nunca foi mais forte, ou mais séria e geralmente seguida, do que em nossa época. Isso não deve ser repreendido, a menos que quando uma tendência natural tão excelente é pervertida para propósitos malignos, e os homens ímpios, unindo-se em várias formas de sociedades, conspirem 'contra o Senhor e contra o Seu Cristo' (Sl ii., 2) É, no entanto, muito gratificante observar que as associações piedosas estão se tornando cada vez mais populares também entre os católicos [...] Não hesitamos em atribuir um lugar de destaque entre essas sociedades àquela conhecida como Sociedade do Santo Rosário. Se considerarmos sua origem, descobrimos que se distingue por sua antiguidade, pois o próprio São Domingos é dito ter sido seu fundador."  